# Seznam prezidentů Filipín
Seznam prezidentů Filipín uvádí přehled prezidentů Filipín od roku 1899, kdy oficiálně vznikl nezávislostí na Španělsku samostatný stát na Filipínském souostroví.

Podle filipínské ústavy je prezident Filipín hlavou státu i vlády a je také vrchním velitelem ozbrojených sil země. Prezident je volen přímo na šestileté období; musí být občanem Filipín, registrovaným voličem, schopným číst a psát, ve věku nejméně čtyřiceti let v den voleb a musí mít bydliště na Filipínách po dobu nejméně deseti let bezprostředně předcházejících takové volbě. Žádný zvolený prezident nemůže usilovat o znovuzvolení. Při odstoupení nebo odvolání z funkce se funkce ujímá viceprezident. Nástupce prezidenta, který není ve funkci déle než čtyři roky, může stále usilovat o plné funkční období prezidenta.

Vlajka filipínského prezidenta
Poměr stran: 2:3

## Commonwealth, 1. a 2. republika
| Pořadí | Jméno            | Obrázek | Období                          |
| ------ | ---------------- | ------- | ------------------------------- |
| 1.     | Emilio Aguinaldo |         | 24. května 1899 – 1. duben 1901 |

| Pořadí | Jméno          | Obrázek | Období                          |
| ------ | -------------- | ------- | ------------------------------- |
| 3.     | José P. Laurel |         | 14. říjen 1943 – 17. srpen 1944 |

| Pořadí | Jméno         | Obrázek | Období                             |
| ------ | ------------- | ------- | ---------------------------------- |
| 2.     | Manuel Quezon |         | 15. listopadu 1935 – 1. srpen 1944 |
| 4.     | Sergio Osmeña |         | 1. srpen 1944 – 28. květen 1946    |
| 5.     | Manuel Roxas  |         | 28. květen 1946 – 15. duben 1948   |

## Nezávislé Filipíny (od roku 1946)
| Pořadí | Jméno              | Obrázek | Období                                |
| ------ | ------------------ | ------- | ------------------------------------- |
| 5.     | Manuel Roxas       |         | 28. květen 1946 – 15. duben 1948      |
| 6.     | Eldipio Qirino     |         | 18. duben 1948 – 30. prosinec 1953    |
| 7.     | Ramon Magsaysay    |         | 30. prosinec 1953 – 17. březen 1957   |
| 8.     | Carlos P. Garcia   |         | 23. březen 1957 – 30. prosinec 1961   |
| 9.     | Diosdado Macapagal |         | 30. prosinec 1961 – 30. prosinec 1965 |
| 10.    | Ferdinand Marcos   |         | 30. prosinec 1965 – 25. únor 1986     |

| Pořadí | Jméno            | Obrázek | Období                            |
| ------ | ---------------- | ------- | --------------------------------- |
| 10.    | Ferdinand Marcos |         | 30. prosinec 1965 – 25. únor 1986 |

| Pořadí | Jméno                     | Obrázek | Období                            |
| ------ | ------------------------- | ------- | --------------------------------- |
| 11.    | Corazon Aquinová          |         | 25. leden 1986 – 30. červen 1992  |
| 12.    | Fidel Ramos               |         | 30. červen 1992 – 30. červen 1998 |
| 13.    | Joseph Estrada            |         | 30. červen 1992 – 20. leden 2001  |
| 14.    | Gloria Macapagal-Arroyová |         | 20. leden 2001 – 30. červen 2010  |
| 15.    | Noynoy Aquino             |         | 30. červen 2010 – 30. červen 2016 |
| 16.    | Rodrigo Duterte           |         | 30. červen 2016 – 30. červen 2022 |
| 17.    | Bongbong Marcos           |         | od 30. červen 2022                |